# Palacio de López

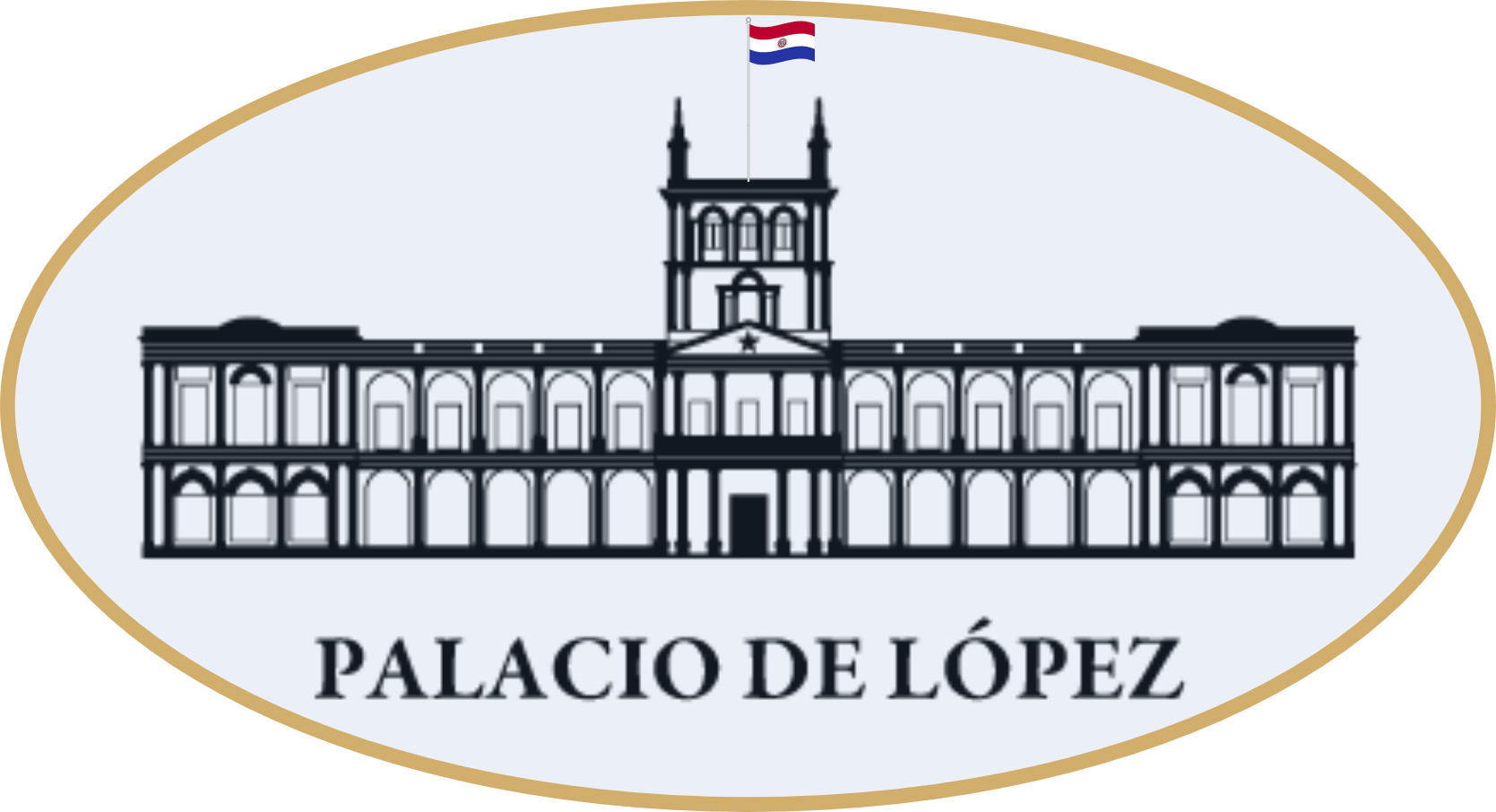
Logotipo.

El Palacio de López, llamado oficialmente Palacio de Gobierno, es la sede del despacho del presidente de la República del Paraguay y de las secretarías del Poder Ejecutivo, se encuentra ubicada en la capital, Asunción. Es uno de los edificios más emblemáticos de la capital paraguaya, Asunción. Fue construido en estilo neoclásico con cierta influencia palladiana.
El Palacio fue declarado Tesoro del Patrimonio Cultural Material de Asunción, con motivo de la elección de Asunción como Capital Americana de la Cultura 2009.
El edificio se encuentra en el centro de la ciudad, en la calle Paraguayo Independiente, entre Ayolas y O'Leary, a orillas de la Bahía de Asunción, accidente geográfico correspondiente al río Paraguay.

## Historia

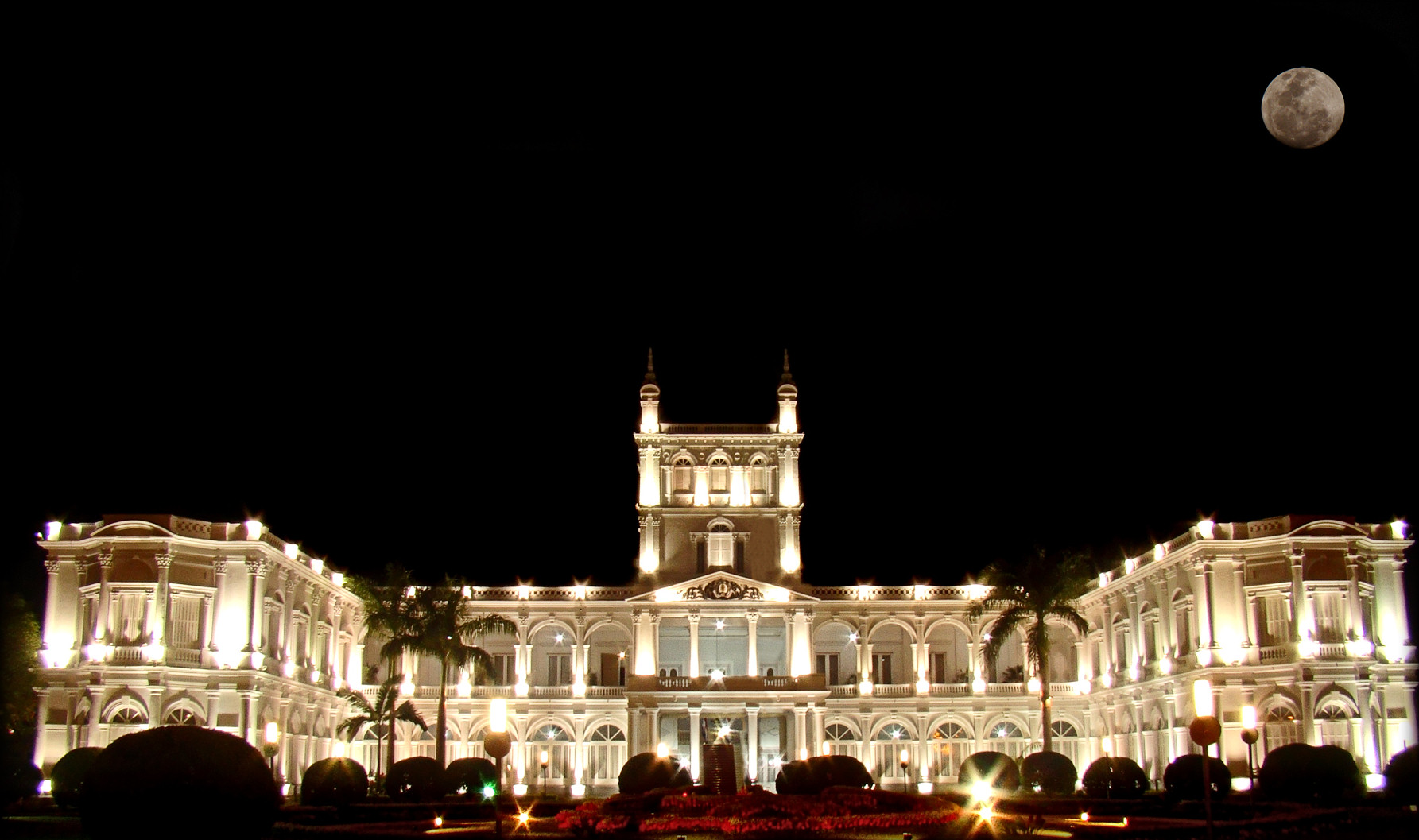
Vista nocturna del Palacio de López

En la primera mitad del siglo XIX, Lázaro Rojas instituyó heredero universal a su ahijado de bautismo Francisco Solano López a quien le correspondió en herencia, entre otros bienes, el predio donde se encuentra el palacio. Tras viajar por Europa, Francisco contrató a varios arquitectos, ingenieros y otros técnicos, que ayudaron a desarrollar diferentes obras en el país. Una de ellas fue la residencia particular de Francisco Solano López. La construcción de la misma parece que correspondió al maestro albañil inglés Alonzo Taylor, aunque algunos la atribuyen al ingeniero húngaro Francisco Wisner. Respecto a la autoría del diseño, la mayoría de los historiadores se inclina por considerar que Francisco S. López llegó a Paraguay con el diseño ya hecho en Europa.

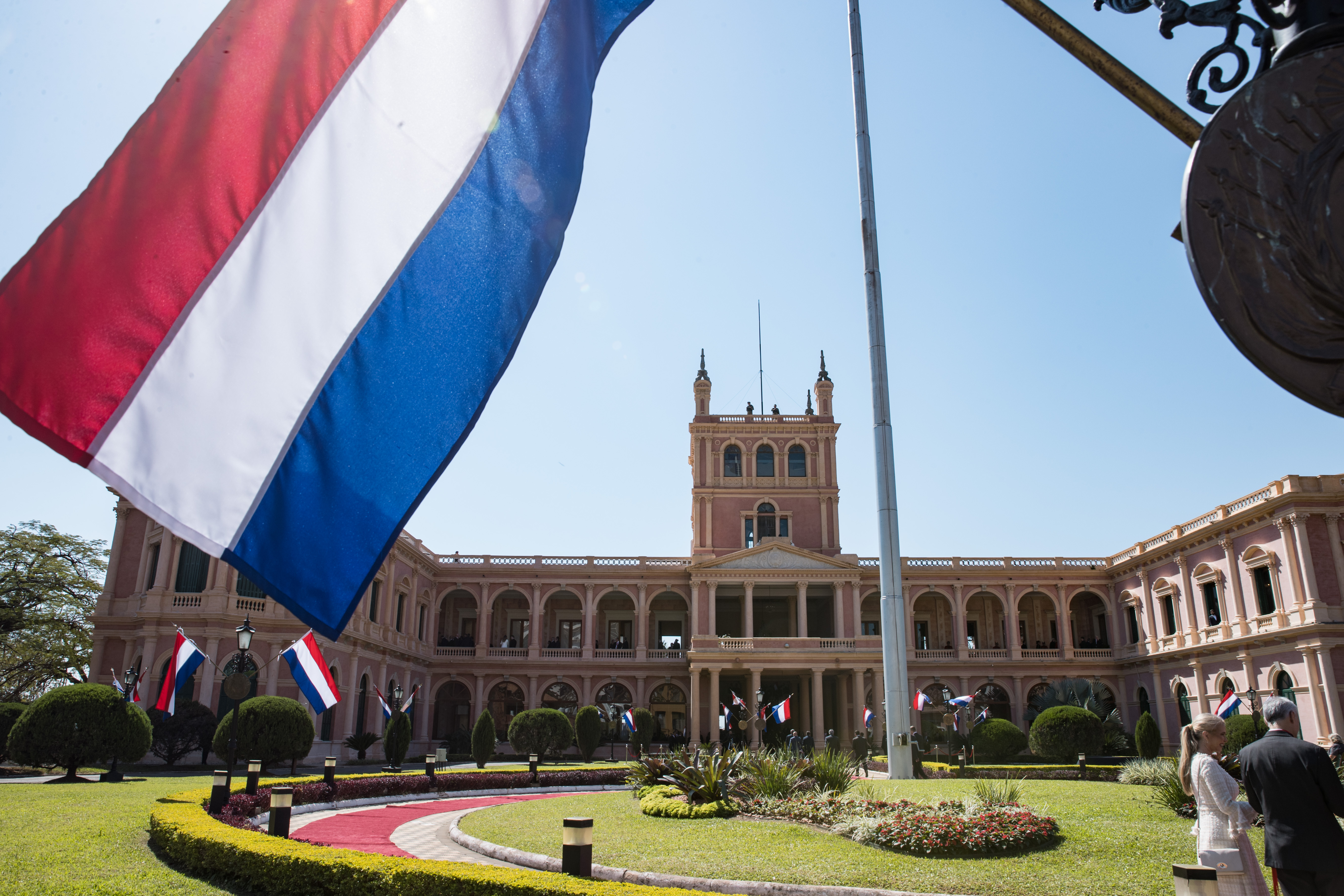
El Palacio en 2023, pintado de rosa

Los materiales para la construcción del palacio proceden de varios lugares del interior del país: piedras de las canteras de Emboscada y Altos, maderas y odrajes de Ñeembucú y Yaguarón, ladrillos de Tacumbú, piezas de hierro fundidas en Ybycuí, etc.
Diversos artistas europeos se encargaron de la decoración del edificio: el ingeniero inglés John Owen Moynihan modeló y dirigió las obras de las figuras esculpidas en piedra necesarias para crear un ambiente palaciego a manos de unos jóvenes estudiantes, estaban hechas principalmente por piedras excavadas de una cantera cerca de Emboscada, ubicadas en el techado del frontis estas estatuas alegóricas (actualmente ausentes) representaban la Libertad, Justicia y Religión, la estatua más prominente era la de la libertad colocada en el centro coronada en la cabeza con el laurel de la gloria pisando las cadenas de la represión sosteniendo con la mano derecha el gorro frigio sobre la punta de una pica y con la mano izquierda ostenta la palma de la victoria (todos símbolos de los Escudos del Paraguay) a la derecha de la libertad se encuentra a la justicia sentada, sostiene con la derecha la balanza emblemática y alza la zurda señalando con el dedo hacia el cielo, a la siniestra de la libertad está también sentada la religión con las manos cruzadas sobre la Escritura Sagrada clavando una dulce y expresiva mirada al cielo, serían acompañadas por cada extremo del grupo mencionado con las estatuas de unos guerreros pero nunca fueron terminados, en el frontis del palacio arriba de la entrada principal estaban dos leones de piedra ejecutados por el mismo artista; el italiano Andrés Antonini diseñó y construyó la escalera de mármol del Palacio que da acceso a la segunda planta; y el pintor Julio Monet, francés, pintó los techos con decoraciones florales y figuras.

Palacio de López después del bombardeo durante la guerra. Archivo Nacional del Brasil.

Para 1867, época de la Guerra de la Triple Alianza, el Palacio de López estaba casi terminado, aunque faltaban detalles para su conclusión. La ornamentación era de estatuillas de bronce, muebles importados de París, y grandes y decorados espejos para los salones.
El estallido de la guerra de la Triple Alianza obligó a Francisco Solano López a mudarse de la capital al Ñeembucú. Nunca habitó en su Palacio. En 1869 la escuadra brasileño-argentina bombardeó la ciudad y provocó daños en el palacio. Las fuerzas aliadas saquearon el Palacio de López, cuyos ornamento y mobiliario fueron confiscados y llevados a Brasil. Durante los siete años en que los aliados ocuparon Asunción, el Palacio sirvió como cuartel de las fuerzas brasileñas. Después de que estas lo abandonaron, el edificio quedó en total estado de abandono.
Fue durante el gobierno de Juan Gualberto González que se iniciaron las obras de restauración del Palacio, que duraron dos años. Sin embargo, González fue depuesto en 1894 por un golpe de Estado y nunca pudo habitar el Palacio. Su sucesor, Marcos Morínigo, tampoco duró mucho tiempo en el poder, por lo que tampoco llegó a habitar el edificio. Solamente con la llegada de Juan Bautista Egusquiza en 1894 comenzó la función efectiva del Palacio de López como sede del Gobierno nacional. Fue también, hasta mediados del siglo XX, residencia del Presidente de la República y de su familia.
Hasta 1949, el despacho del presidente se encontraba en la planta alta del edificio. Ese año, el gobernante de la república, Felipe Molas López, con dificultades para subir escaleras, decide trasladar el despacho a la planta baja. Con el tiempo, las dependencias originales fueron trasladadas en función de las necesidades de la administración gubernativa. El general Alfredo Stroessner gobernó el país desde este edificio durante más de 35 años.
En la actualidad el Palacio se ha dotado de una espectacular iluminación nocturna, y se ha recuperado su color original, ofreciendo una hermosa vista desde la costanera de Asunción.